# Eric Hermansson (konstnär)
Ej att förväxla med Erik Hermansson (1903–1976), konstnär, tecknare och skulptör.
Eric Hermansson, född 13 maj 1910 i Vekerum, Mörrums socken, död 23 augusti 1989 i Karlshamn, var en svensk konstnär.
Hermansson, vars far var lantbrukare, visade redan i skolan att han hade talang för teckning och målning. Åren 1937–1938 var han lärling hos konstnären Ernst Smith i Karlshamn och han gick sedan en kurs i landskaps- och porträttmåleri vid Hermods korrespondensinstitut i Malmö. I mitten av november 1939 fick han sitt betyg från Hermods som visade ”med utmärkt beröm godkänt” i både landskaps- som porträttmålning.
Hermansson och hans konstnärskollega Oscar C H Wickström köpte 1939 en gammal landsvägsbuss som de tänkte använda till rullande ateljé och bostad för att åka runt i Sverige och måla av gårdar på uppdrag av gårdsägarna. Detta blev dock ingen succé men de lyckades i alla fall sälja några målningar.
Hermanssons premiärutställning ägde rum hösten 1939 på hotell Norreport i Karlshamn där han visade upp ett 40-tal målningar med framför allt landskapsmotiv från Karlshamnsområdet. Lokaltidningarnas kritiker var positivt inställda till Hermanssons konst och en av utställningens mest omtalade målningar blev ”Solnedgång vid Elleholm”.
År 1942 reste Hermansson till Stockholm för att vidareutbilda sig som konstnär. Han gick tre terminer vid Otte Skölds målarskola med Otte Sköld som lärare. 
Många av sina favoritmotiv hämtade Hermansson i närheten av sitt hem i Mörrum men det blev också många resor inom Sverige och ner till Sydeuropa. Under en av resorna besökte han även Nordafrika.
År 1974 arrangerade Hermansson sin sista utställning på Sparbanken i Karlshamn. På grund av en ögonsjukdom slutade han att måla i slutet av 1970-talet och avled 1989.
Hermanssons signerade sina verk med "E. Hermansson" i skrivstil.